# Bagnot
Bagnot település Franciaországban, Côte-d’Or megyében. Lakosainak száma 156 fő (2022. január 1.). Bagnot Broin, Labergement-lès-Seurre, Pouilly-sur-Saône, Argilly, Auvillars-sur-Saône, Glanon és Montmain községekkel határos.

## Népesség
A település népességének változása:
| Lakosok száma | 120  | 147  | 124  | 126  | 150  | 160  | 161  | 161  | 159  | 156  |
|               | 1968 | 1982 | 1999 | 2006 | 2012 | 2015 | 2017 | 2018 | 2020 | 2022 |